# Michael Hoomanawanui
Michael Patrick Hoomanawanui (* 4. Juli 1988 in Bloomington, Illinois) ist ein ehemaliger US-amerikanischer American-Football-Spieler auf der Position des Tight End. Er spielte zuletzt für die New Orleans Saints in der National Football League (NFL) und zuvor für die New England Patriots und die St. Louis Rams.

## College
Hoomanawanui besuchte die University of Illinois at Urbana-Champaign und spielte zwischen 2006 und 2009 für deren Team, die Fighting Illini, College Football.

## NFL

### St. Louis Rams
Hoomanawanui wurde im NFL Draft 2010 von den St. Louis Rams in der 5. Runde als insgesamt 132. ausgewählt. In zwei Spielzeiten absolvierte er für sein Team 16 Partien, wobei er 11-mal als Starter auflief.

### New England Patriots
2012 wechselte er zu den New England Patriots, kam aber wegen der überragenden Leistungen von Rob Gronkowski nur vergleichsweise selten zum Einsatz. Er konnte mit seinem Team 2014 den Super Bowl gewinnen, fiel dort aber weniger wegen seines Spiels – er war nur ein einziges Mal Passempfänger und erlief vier Yards – als vielmehr durch seine Teilnahme an den Handgreiflichkeiten nach der entscheidenden Interception auf. Wie einige andere Teamkollegen auch, wurde er dafür mit einer Geldstrafe belegt.

### New Orleans Saints
Am 20. September 2015 wechselte er im Tausch gegen den Defensive End Akiem Hicks zu den New Orleans Saints, wo die Nachfolge von Jimmy Graham als Starting-Tight-End noch offen war. Er kam vor allem als Blocker zum Einsatz. Die gesamte Spielzeit 2016 fiel er verletzungsbedingt aus. 2017 kam er in 14 Partien zum Einsatz. Am 1. September 2018 wurde er auf die Injured Reserve List gesetzt.